# Clubiona transbaicalica
Clubiona transbaicalica este o specie de păianjeni din genul Clubiona, familia Clubionidae, descrisă de Mikhailov în anul 1992. Conform Catalogue of Life specia Clubiona transbaicalica nu are subspecii cunoscute.